# Henschia dusholli
Henschia dusholli är en insektsart som beskrevs av Vilbaste 1980. Henschia dusholli ingår i släktet Henschia och familjen dvärgstritar. Inga underarter finns listade i Catalogue of Life.